# Hubnerius dux
Hubnerius dux är en fjärilsart som beskrevs av Saalmüller 1881. Hubnerius dux ingår i släktet Hubnerius och familjen nattflyn. Inga underarter finns listade i Catalogue of Life.